# Ришард Сівець
Ри́шард Сі́вець (пол. Ryszard Siwiec; 7 березня 1909, Дембиця — 12 вересня 1968, Варшава) — польський бухгалтер, під час війни член Армії Крайової. Став відомий тим, що на знак протесту проти вторгнення військ країн Варшавського договору під проводом Радянського Союзу до Чехословацької Соціалістичної Республіки, після закінчення свята врожаю на «Стадіоні Десятиліття» (8 вересня), після матчу, облив себе бензином та вчинив самоспалення. Вогонь загасили, проте від отриманих опіків Сівець на 4-й день помер.
За професією — філософ, після війни припинив викладання і працював бухгалтером.
Листи дружині, які він написав перед самоспаленням, були перехоплені спецслужбами. Листи потрапили адресату лише через 20 років. Листівки, які він розповсюдив на стадіоні, прочитало лише кілька людей — їх конфіскувала таємна поліція і співробітники міліції.
Його протест залишився непоміченим всіма засобами масової інформації. Радіо Вільна Європа повідомило про самоспалення у квітні 1969 року, вже після схожої смерті Яна Палаха.

## Пам'ять

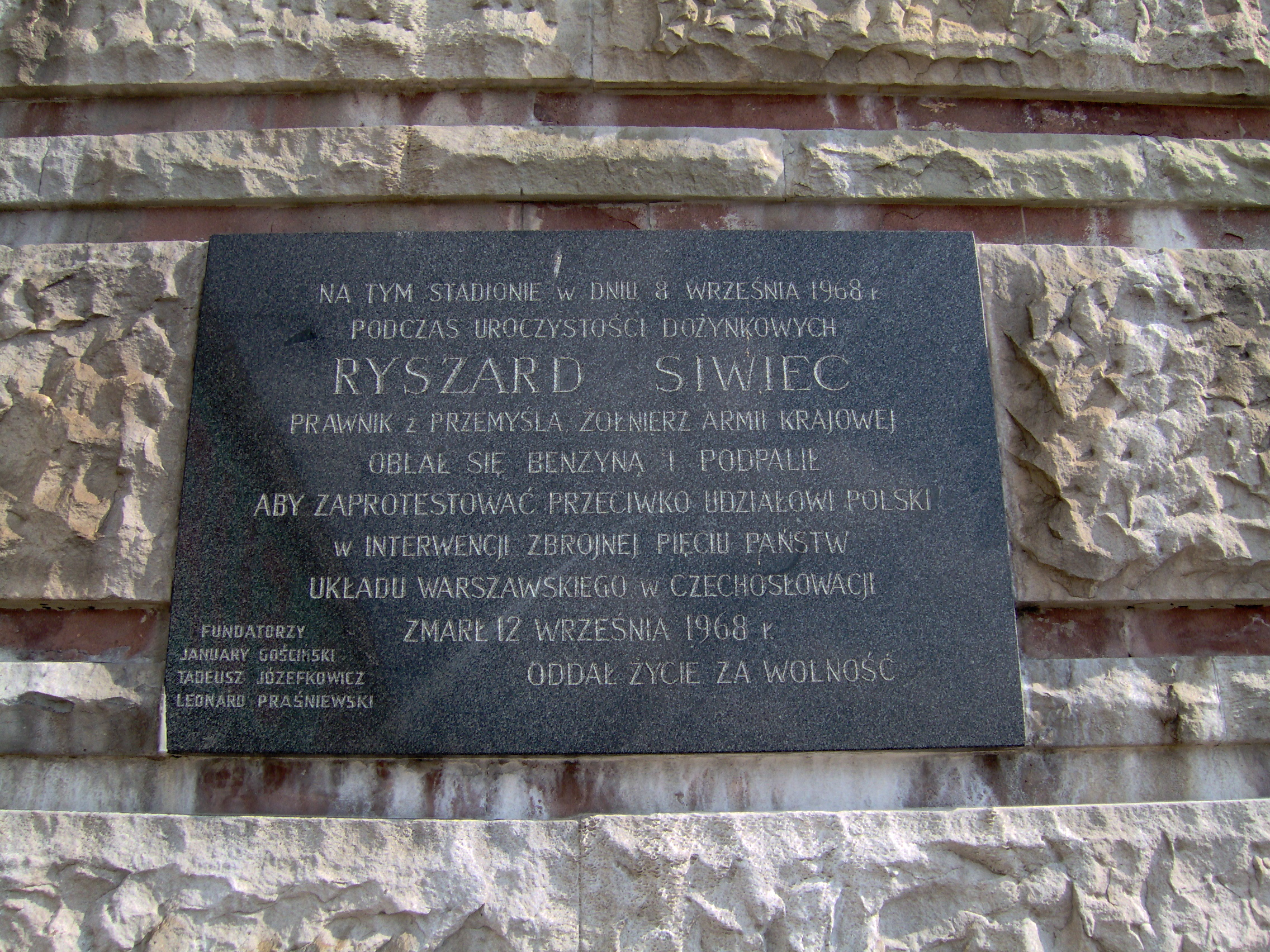
Пам'ятна таблиця

Знятий про Сівця фільм Мацея Дригас «Usłyszcie mój krzyk» («Почуйте мій крик», 1991) був нагороджений в Берліні «Феліксом».
2001 року Сівець був посмертно нагороджений чеським орденом Томаша Гарріга Масарика першого ступеня. 2003 року Сівець був нагороджений польським орденом Polonia Restituta, але родина відмовилася прийняти нагороду від президента Кваснєвського. 4 вересня 2006 року Президент Словаччини також нагородив Сівця Орденом Подвійного білого хреста 3 класу.
У червні 1991 року міська рада Перемишля вирішила назвати новий міст іменем Ришарда Сівця.
5 лютого 2009 року у Празі на його честь була названа вулиця (чеськ. Siwiecova), на якій розташований Інститут вивчення тоталітарних режимів (еквівалент Українського інституту національної пам'яті). Таблиця з назвою була офіційно відкрита 13 лютого 2009 року. У серпні 2010 року. перед головним будинком Інституту було встановлено обеліск, присвячений загибелі Сівця.
У 2011 році вулиця, що проходить між Національним стадіоном та залізничним насипом у Варшаві в нинішньому районі Прага-Полуднє, була названа на честь Ришарда Сівця.
5 травня 2012 року на Національному стадіоні у Варшаві у присутності посла Чеської Республіки було відкрито обеліск в пам'ять про Ришарда Сівця. Темно-сіра кам'яна стела авторства Марка Модерау (словац. Marek Moderau) є копією празького обеліска. Варшавський пам'ятник розташований на вулиці Ришарда Сівця. Раніше біля входу на зруйнований у 2007 році стадіон Десятиліття була пам'ятна таблиця, встановлена на згадку про самоспалення, вмурована за ініціативою тижневика «Солідарність».
12 вересня 2020 року у Львові на вул. Левицького, 45 було відкрито пам'ятну таблицю.